# Huangjin (sockenhuvudort i Kina, Jiangxi Sheng, lat 29,78, long 115,48)
Huangjin är en sockenhuvudort i Kina. Den ligger i provinsen Jiangxi, i den sydöstra delen av landet, omkring 130 kilometer norr om provinshuvudstaden Nanchang. Antalet invånare är 9 318. Befolkningen består av 4 547 kvinnor och 4 771 män. Barn under 15 år utgör 22,0 %, vuxna 15-64 år 69 %, och äldre över 65 år 8,0 %.
Runt Huangjin är det tätbefolkat, med 297 invånare per kvadratkilometer. Närmaste större samhälle är Wuxue Shi, 16,7 km norr om Huangjin. I omgivningarna runt Huangjin växer huvudsakligen savannskog.
Genomsnittlig årsnederbörd är 2 073 millimeter. Den regnigaste månaden är maj, med i genomsnitt 328 mm nederbörd, och den torraste är januari, med 59 mm nederbörd.